# 1963 w literaturze
Wydarzenia literackie w 1963 roku.

## Wydarzenia
- polskie
  - W Warszawie ukazał się pierwszy numer tygodnika Kultura.
- zagraniczne
  - 31 sierpnia–7 września – w Dubrowniku odbył się IV Kongres Międzynarodowej Federacji Tłumaczy (FIT) w 10. rocznicę istnienia tej organizacji. Uchwalono kartę tłumacza FIT.
  - W Knokke-Le-Zoute odbyło się VI Międzynarodowe Biennale Poezji.
  - W Rydze ukazał się pierwszy przekład Lalki na język łotewski.

## Proza beletrystyczna i literatura faktu

### Język angielski
- James Baldwin – Następnym razem pożar (The Fire Next Time)
- Agatha Christie – Przyjdź i zgiń (The Clocks)
- P.D. James – Zmysł zabijania (A mind to murder) (Faber & Faber)[1]
- Alistair MacLean – Stacja arktyczna Zebra (Ice Station Zebra)
- Sylvia Plath – Szklany klosz (The Bell Jar)

### Język polski
- Kazimierz Brandys – Sposób bycia (Spółdzielnia Wydawnicza „Czytelnik”)[2]
- Gustaw Herling-Grudziński – Drugie przyjście
- Elżbieta Jackiewiczowa – Ratuj Ewo! Porady dotyczące życia uczniowskiego
- Ryszard Kapuściński – Czarne gwiazdy
- Tadeusz Konwicki – Sennik współczesny
- Stanisław Lem – Noc księżycowa
- Aleksander Minkowski – Wyznania odszczepieńca (Państwowy Instytut Wydawniczy)[3]
- Marek Nowakowski – Silna gorączka (Czytelnik)
- Jerzy Putrament – Pasierbowie
- Artur Sandauer – Zapiski z martwego miasta
- Alfred Szklarski – Tajemnicza wyprawa Tomka
- Lucjan Wolanowski
  - Klejnot korony. Reporter w Hongkongu w godzinie zarazy
  - Księżyc nad Tahiti. Reporter na wyspach mórz południowych
- Jerzy Zawieyski – Romans z ojczyzną

### Pozostałe języki
- Pierre Boulle – Planeta małp (La Planète des Singes)
- Heinrich Böll – Zwierzenia klowna (Ansichten eines Clowns)
- Julio Cortázar – Gra w klasy (Rayuela)
- Bohumil Hrabal – Perlička na dně
- Mario Vargas Llosa – Miasto i psy (La ciudad y los perros)
- Jacques Prévert – Histoires

## Wywiady
- polskie
- zagraniczne
- wydania polskie tytułów zagranicznych

## Dzienniki, autobiografie, pamiętniki
- polskie
- zagraniczne
- wydania polskie tytułów zagranicznych

## Nowe eseje, szkice i felietony
- polskie
- zagraniczne
- wydania polskie tytułów zagranicznych

## Nowe dramaty
- polskie
  - Sławomir Mrożek
    - Czarowna noc
    - Śmierć porucznika
- zagraniczne
  - Václav Havel – Garden party (Zahradní slavnost)
- wydania polskie tytułów zagranicznych

## Nowe poezje
- polskie
  - Ernest Bryll – Twarz nie odsłonięta
  - Stanisław Grochowiak – Agresty
  - Jarosław Iwaszkiewicz – Jutro żniwa
  - Marian Jachimowicz – Na dnie powietrza
  - Urszula Kozioł – W rytmie korzeni
  - Halina Poświatowska – Dzień dzisiejszy
  - Jarosław Marek Rymkiewicz – Metafizyka
  - Edward Stachura – Dużo ognia
  - Jan Śpiewak – Zstąpienie do krateru
- zagraniczne
  - Paul Celan – Róża niczyja (Die Niemandsrose)
  - T.S. Eliot – Wiersze zebrane 1909–1962 (Collected Poems 1909–1962)
  - Allen Ginsberg – Reality Sandwiches
  - Edmond Jabès – Le Livre des questions
  - William Carlos Williams – Paterson (całość obszernego poematu)
  - Ronald Stuart Thomas – [4]

- zagraniczne antologie
- wydane w Polsce wybory utworów poetów obcych
- wydane w Polsce antologie poezji obcej

## Prace naukowe, biografie i kalendaria

### Język polski
- Karol Wiktor Zawodziński – Opowieści o powieści (Wydawnictwo Lubelskie)[5]

## Urodzili się
- 11 stycznia – Arne Dahl, szwedzki pisarz, krytyk literacki i literaturoznawca
- 18 stycznia – Peter Stamm, szwajcarski pisarz
- 28 stycznia – Jane Jensen, amerykańska pisarka
- 30 stycznia – Thomas Brezina, austriacki autor książek dla dzieci
- 8 lutego – Marzanna Bogumiła Kielar, polska poetka
- 12 lutego
  - Anna Piwkowska, polska poetka
  - Jacqueline Woodson, amerykańska pisarka
- 19 lutego – Laurell K. Hamilton, amerykańska autorka horrorów
- 7 marca
  - Alberto Fuguet, chilijski pisarz, dziennikarz i reżyser
  - E.L. James, brytyjska pisarka
- 9 marca – Krzysztof Maria Załuski, polski prozaik
- 16 marca – Lesław Nowara, polski poeta
- 20 marca – Maggie Estep, amerykańska pisarka (zm. 2014)
- 22 marca – John Ringo, amerykański pisarz science-fiction
- 22 kwietnia – Daniel Micka, czeski pisarz i tłumacz literatury angielskiej i francuskiej
- 28 kwietnia – Beate Grimsrud(inne języki), norweska nowelistka (zm. 2020)
- 29 kwietnia – Anna Pasikowska, polska pisarka
- 5 maja
  - Dawid Bieńkowski, polski pisarz
  - Scott Westerfeld, amerykański pisarz fantastyki
- 10 maja – Suzan-Lori Parks, amerykańska dramatopisarka, laureatka Nagrody Pulitzera
- 22 maja – Andrej Blatnik, słoweński pisarz, tłumacz i redaktor
- 24 maja – Michael Chabon, amerykański pisarz
- 26 maja – Simon Armitage, brytyjski poeta
- 6 czerwca
  - Federico Andahazi, argentyński prozaik
- Inga Iwasiów, polska literaturoznawczyni i pisarka
- 8 czerwca — Lutz Seiler, niemiecki pisarz
- 13 czerwca – Audrey Niffenegger, amerykańska pisarka i plastyczka
- 15 czerwca – Paul Shipton, brytyjski autor książek dla dzieci
- 23 czerwca – Liu Cixin, chiński pisarz
- 25 czerwca – Yann Martel, kanadyjski pisarz i podróżnik
- 13 lipca
  - Jacek Głębski, polski prozaik
  - R.J. Palacio, amerykańska pisarka i graficzka
- 15 lipca – Igor Dżambazow, macedoński powieściopisarz i piosenkarz
- 19 lipca – Garth Nix, australijski pisarz fantasy
- 25 lipca – Krzysztof Koehler, polski poeta, historyk literatury, krytyk literacki
- 6 sierpnia – Sabine Gruber, austriacka pisarka
- 7 sierpnia
  - William J. Mann, amerykański nowelista, biograf, dziennikarz
  - Aleksandar Zograf, serbski twórca komiksu
- 10 sierpnia – Moses Isegawa, ugandyjski pisarz
- 25 sierpnia – Ævar Örn Jósepsson, islandzki pisarz
- 3 września – Johan Theorin, szwedzki pisarz
- 4 września – Louise Doughty, brytyjska pisarka
- 6 września – Alice Sebold, amerykańska pisarka
- 10 września – Marian Keyes, irlandzka pisarka
- 13 września – Tanya Valko, polska pisarka
- 20 września – Joseph O’Connor, irlandzki pisarz
- 28 września – Greg Weisman, amerykański pisarz komiksów i powieści
- 1 października – Lawrence Norfolk, brytyjski pisarz
- 5 października – Charlotte Link, niemiecka pisarka
- 7 października – Jarosław Klejnocki, polski pisarz i krytyk literacki (zm. 2025)
- 21 października – Cezary Michalski, polski eseista, prozaik i publicysta
- 5 listopada – Sylva Fischerová, czeska poetka i prozaiczka
- 9 listopada – Anna Gawarecka, polska literaturoznawczyni
- 14 listopada – Gail Anderson-Dargatz, kanadyjska pisarka
- 16 listopada – Marcin Baran, polski poeta
- 21 listopada
  - Sławomir Koper, polski publicysta, historyk
  - Nik Pierumow, rosyjski pisarz fantastyki
- 25 listopada – Tony Daniel, amerykański autor science fiction
- 2 grudnia – Ann Patchett, amerykańska pisarka
- 5 grudnia – Sławomir Matusz, polski poeta
- 8 grudnia – Anna Zielińska-Elliott, polska tłumaczka literatury japońskiej
- 17 grudnia – Jón Kalman Stefánsson, islandzki prozaik i poeta
- 23 grudnia – Donna Tartt, amerykańska pisarka
- 24 grudnia
  - Caroline Aherne, brytyjska aktorka i pisarka (zm. 2016)
  - Naja Marie Aidt, duńska poetka i nowelistka
- 29 grudnia – Marija Knežević, serbska poetka, pisarka, eseistka

Data dzienna nieznana:
- Jeff Abbott, amerykański pisarz
- Lily King, amerykańska pisarka
- Alena Mornštajnová, czeska prozaiczka
- Hwang Sun-mi, południowokoreańska autorka literatury dla dzieci
- Trudi Trueit, amerykańska pisarka literatury młodzieżowej i dziecięcej

## Zmarli
- 13 stycznia – Ramón Gómez de la Serna, hiszpański pisarz, prekursor surrealizmu (ur. 1888)
- 14 stycznia – Gustav Regler, niemiecki pisarz, filmowiec i dziennikarz (ur. 1898)
- 21 stycznia
  - Stanisław Grzesiuk, polski pisarz (ur. 1918)
  - Franz Jung, niemiecki pisarz ekspresjonistyczny (ur. 1888)
- 28 stycznia – William Hobart Royce, amerykański pisarz, kolekcjoner książek, bibliograf, badacz i znawca twórczości Honoriusza Balzaka (ur. 1878)
- 29 stycznia – Robert Frost, amerykański poeta (ur. 1874)
- 11 lutego – Sylvia Plath, amerykańska poetka, pisarka i eseistka (ur. 1932)
- 4 marca – William Carlos Williams, amerykański poeta, pisarz i dramaturg (ur. 1883)
- 29 marca – Pola Gojawiczyńska, polska powieściopisarka (ur. 1896)
- 28 maja – Ion Agârbiceanu, rumuński pisarz i dziennikarz (ur. 1882)
- 3 czerwca – Nâzım Hikmet, turecki poeta (ur. 1901)
- 16 czerwca – John Whiting, angielski dramaturg, tłumacz i krytyk literacki (ur. 1917)
- 17 czerwca – John Cowper Powys, angielski poeta, prozaik i eseista (ur. 1872)
- 23 czerwca – Krystyna Grzybowska, polska dramatopisarka i prozaiczka (ur. 1902)
- 19 lipca – Jan Hanč, czeski poeta, prozaik i tłumacz (ur. 1916)
- 1 sierpnia – Theodore Roethke, amerykański poeta (ur. 1908)
- 2 sierpnia – Oliver La Farge, amerykański pisarz (ur. 1901)
- 15 sierpnia – Wsiewołod Iwanow, rosyjski pisarz i dramaturg (ur. 1895)
- 3 września – Louis MacNeice, irlandzki poeta i dramaturg (ur. 1907)
- 11 października – Jean Cocteau, francuski poeta (ur. 1889)
- 18 października – Galina Nikołajewa, rosyjska pisarka (ur. 1911)
- 25 października – Mark Clifton, amerykański pisarz science-fiction (ur. 1906)
- 5 listopada – Luis Cernuda, hiszpański poeta i krytyk literacki (ur. 1902)
- 10 listopada – Otto Flake, niemiecki pisarz (ur. 1880)
- 22 listopada
  - Aldous Huxley, pisarz brytyjski (ur. 1894)
  - C.S. Lewis, brytyjski pisarz, historyk, filozof i teolog (ur. 1898)
- 3 grudnia – Adolf Sowiński, polski poeta, prozaik, krytyk, tłumacz (ur. 1914)
- 20 grudnia – Gustaw Morcinek, polski pisarz i działacz publicystyczny (ur. 1891)
- 25 grudnia – Tristan Tzara, poeta francuski i rumuński, twórca dadaizmu (ur. 1896)
- Robert Heymann, niemiecki pisarz (ur. 1901)

## Nagrody
- Bollingen Prize for Poetry – Robert Frost
- Międzynarodowa Nagroda Literacka – Carlo Emilio Gadda
- Nagroda Kościelskich – Zbigniew Herbert, Zygmunt Kubiak, Jan Winczakiewicz
- Nagroda Nobla – Jorgos Seferis
- Prix Formentor – Jorge Semprún